# ISU Grand Prix w łyżwiarstwie figurowym 2024/2025
ISU Grand Prix w łyżwiarstwie figurowym 2024/2025 – 30. edycja zawodów w łyżwiarstwie figurowym. Zawodnicy podczas sezonu wystąpili w siedmiu zawodach cyklu rozgrywek. Rywalizacja rozpoczęła się 20 października w Allen, a zakończyła się finałem cyklu w Grenoble.

## Kalendarium zawodów
| Lp. | Data                    | Miejsce   | Zawody                     | Źr. |
| --- | ----------------------- | --------- | -------------------------- | --- |
| 1   | 18–20 października 2024 | Allen     | Skate America              |     |
| 2   | 25–27 października 2024 | Halifax   | Skate Canada International |     |
| 3   | 1–3 listopada 2024      | Angers    | Grand Prix de France       |     |
| 4   | 8–10 listopada 2024     | Tokio     | NHK Trophy                 |     |
| 5   | 15–17 listopada 2024    | Helsinki  | Finlandia Trophy           |     |
| 6   | 22–24 listopada 2024    | Chongqing | Cup of China               |     |
| 7   | 5–8 grudnia 2024        | Grenoble  | Finał Grand Prix           |     |

## Medaliści

### Soliści
| Zawody                     | 1. miejsce       | 2. miejsce        | 3. miejsce       | Źr.   |
| -------------------------- | ---------------- | ----------------- | ---------------- | ----- |
| Skate America              | Ilia Malinin     | Kévin Aymoz       | Kao Miura        | [ 1 ] |
| Skate Canada International | Ilia Malinin     | Shun Satō         | Cha Jun-hwan     | [ 2 ] |
| Grand Prix de France       | Adam Siao Him Fa | Koshiro Shimada   | Andrew Torgashev | [ 3 ] |
| NHK Trophy                 | Yuma Kagiyama    | Daniel Grassl     | Tatsuya Tsuboi   | [ 4 ] |
| Finlandia Trophy           | Yuma Kagiyama    | Kévin Aymoz       | Daniel Grassl    | [ 5 ] |
| Cup of China               | Shun Satō        | Michaił Szajdorow | Adam Siao Him Fa | [ 6 ] |
| Finał Grand Prix           | Ilia Malinin     | Yuma Kagiyama     | Shun Satō        | [ 7 ] |

### Solistki
| Zawody                     | 1. miejsce     | 2. miejsce     | 3. miejsce        | Źr.    |
| -------------------------- | -------------- | -------------- | ----------------- | ------ |
| Skate America              | Wakaba Higuchi | Rinka Watanabe | Isabeau Levito    | [ 8 ]  |
| Skate Canada International | Kaori Sakamoto | Rino Matsuike  | Hana Yoshida      | [ 9 ]  |
| Grand Prix de France       | Amber Glenn    | Wakaba Higuchi | Rion Sumiyoshi    | [ 10 ] |
| NHK Trophy                 | Kaori Sakamoto | Mone Chiba     | Yuna Aoki         | [ 11 ] |
| Finlandia Trophy           | Hana Yoshida   | Rino Matsuike  | Lara Naki Gutmann | [ 12 ] |
| Cup of China               | Amber Glenn    | Mone Chiba     | Kim Chae-yeon     | [ 13 ] |
| Finał Grand Prix           | Amber Glenn    | Mone Chiba     | Kaori Sakamoto    | [ 14 ] |

### Pary sportowe
| Zawody                     | 1. miejsce                               | 2. miejsce                               | 3. miejsce                                       | Źr.    |
| -------------------------- | ---------------------------------------- | ---------------------------------------- | ------------------------------------------------ | ------ |
| Skate America              | Riku Miura / Ryuichi Kihara              | Ellie Kam / Daniel O'Shea                | Alisa Efimova / Misha Mitrofanov                 | [ 15 ] |
| Skate Canada International | Deanna Stellato-Dudek / Maxime Deschamps | Jekatierina Giejnisz / Dmitrij Czygiriew | Anastasija Gołubijewa / Hektor Giotopoulos Moore | [ 16 ] |
| Grand Prix de France       | Minerva Fabienne Hase / Nikita Wołodin   | Sara Conti / Niccolò Macii               | Rebecca Ghilardi / Filippo Ambrosini             | [ 17 ] |
| NHK Trophy                 | Anastasija Mietiołkina / Łuka Bieruława  | Riku Miura / Ryuichi Kihara              | Ellie Kam / Danny O’Shea                         | [ 18 ] |
| Finlandia Trophy           | Deanna Stellato-Dudek / Maxime Deschamps | Marija Pawłowa / Aleksiej Swiatczenko    | Rebecca Ghilardi / Filippo Ambrosini             | [ 19 ] |
| Cup of China               | Sara Conti / Niccolò Macii               | Minerva Fabienne Hase / Nikita Wołodin   | Lia Pereira / Trennt Michaud                     | [ 20 ] |
| Finał Grand Prix           | Minerva Fabienne Hase / Nikita Wołodin   | Riku Miura / Ryuichi Kihara              | Anastasija Mietiołkina / Łuka Bieruława          | [ 21 ] |

### Pary taneczne
| Zawody                     | 1. miejsce                               | 2. miejsce                               | 3. miejsce                               | Źr.    |
| -------------------------- | ---------------------------------------- | ---------------------------------------- | ---------------------------------------- | ------ |
| Skate America              | Lilah Fear / Lewis Gibson                | Madison Chock / Evan Bates               | Olivia Smart / Tim Dieck                 | [ 22 ] |
| Skate Canada International | Piper Gilles / Paul Poirier              | Marjorie Lajoie / Zachary Lagha          | Jewgienija Łopariowa / Geoffrey Brissaud | [ 23 ] |
| Grand Prix de France       | Jewgienija Łopariowa / Geoffrey Brissaud | Charlène Guignard / Marco Fabbri         | Emily Bratti / Ian Somerville            | [ 24 ] |
| NHK Trophy                 | Madison Chock / Evan Bates               | Christina Carreira / Anthony Ponomarenko | Allison Reed / Saulius Ambrulevičius     | [ 25 ] |
| Finlandia Trophy           | Lilah Fear / Lewis Gibson                | Piper Gilles / Paul Poirier              | Juulia Turkkila / Matthias Versluis      | [ 26 ] |
| Cup of China               | Charlène Guignard / Marco Fabbri         | Marjorie Lajoie / Zachary Lagha          | Christina Carreira / Anthony Ponomarenko | [ 27 ] |
| Finał Grand Prix           | Madison Chock / Evan Bates               | Charlène Guignard / Marco Fabbri         | Lilah Fear / Lewis Gibson                | [ 28 ] |